# Səkinə Axundzadə
Sakina Mirza Heybat qizi Akhundzadeh, azer. Səkinə Axundzadə (ur. 1865 w Qubie, zm. 1927 tamże) – pierwsza znana azerska dramatopisarka, jedna z pierwszych azerskich nauczycielek.

## Życiorys
Uczyła się w domu pod okiem ojca Mirzy Heybata Axundzadəa, poety tworzącego pod pseudonimem Fada, członka stowarzyszenia literackiego „Gulustan”.

Podejmowała próby zorganizowania świeckiej edukacji w Qubie, jednak fanatycy religijni w odwecie za te działania zabili jej męża. Około 1900 uciekła więc do Baku, gdzie się kształciła. Została jedną z pierwszych nauczycielek w otwartej w 1901 muzułmańskiej szkole z internatem dla dziewcząt, powstałej z inicjatywy rosyjskiej cesarzowej Aleksandry. Była to pierwsza w Imperium Rosyjskim świecka szkoła dla muzułmanek. Jej otwarcie ufundował azerski magnat naftowy Zeynalabdin Tağı oğlu Tağıyev. Sakina uczyła języka azerskiego, literatury i religii, regularnie udzielała uczennicom pomocy finansowej.

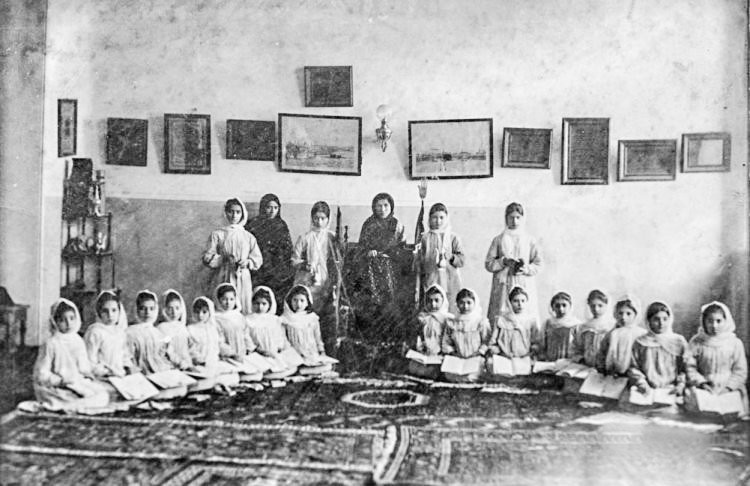
Sakina Akhundzade z uczennicami w szkole w Baku

Sakina założyła w szkole klub teatralny. Karierę dramatopisarki zaczęła, dostosowując napisane wcześniej przez siebie sztuki do warunków szkolnych. Pierwsza sztuka Elmin manfaati (Korzyść nauki) została po raz pierwszy wystawiona w 1904. Zachęcona pozytywnymi recenzjami, napisała więcej utworów, m.in. Hagg soz aji olar (Prawda boli) i Galin va gayinana (Córka i teściowa). Sakina została uznana za pierwszą feministyczną dramatopisarkę azerską, ponieważ wiele jej sztuk dotyczyło sytuacji kobiet w Azerbejdżanie.
W 1911 dyrektor teatru w Baku Hüseyn Ərəblinski wystawił sztukę Namıka Kemala Zavallı çocuk (Nieszczęsny dzieciak). Reżyserką była Sakina. Niebawem jej sztuki zaczęto wystawiać w amatorskich teatrach nawet poza Kaukazem. Współpracę z Arablińskim Sakina kontynuowała do jego śmierci w 1919. W latach 1917–1922 współpracowała z aktorem i reżyserem Abbasem Mirzą Szarifzadehem. W 1914 w Tbilisi, a następnie w 1917 w teatrze Taghiyeva w Baku (obecnie Azerbejdżański Państwowy Teatr Komedii Muzycznej) wystawiono sztukę Zulmun natijasi (Konsekwencje zła), którą Sakina napisała na podstawie opery Lakmé Léo Delibesa. Przedstawienie okazało się wielkim sukcesem i przyniosło jej sławę.
Tłumaczyła na azerski utwory z literatury tureckiej, pomagała w ich inscenizacji. Biegle posługiwała się językiem arabskim i perskim.
Była jedną ze współautorek Nowego alfabetu tureckiego (Yeni türk əlifbası) wydanego w latach 1922–1923.
Pisała beletrystykę. W 1918 opublikowała powieść Shahzadeh Abulfaz va Rana khanim. Można w niej znaleźć poezję złożoną z 260 hemistychów.
Z powodu wieloletniej astmy zdecydowała się wrócić do rodzinnej miejscowości, gdzie zmarła.
Prace Sakiny, w obawie przed komunistycznymi represjami, spaliła jej bratanica, Reyhan Topçubaşova.